# فرولوفسکایا (شهرستان کراسنوبورسکی، استان آرخانگلسک)
فرولوفسکایا (به لاتین: Frolovskaya) یک منطقهٔ مسکونی در روسیه است که در استان آرخانگلسک واقع شده‌است.